# Смит, Скотт (шотландский футболист, 1992)
Скотт Смит (англ. Scott Smith; 14 февраля 1992, Эдинбург, Шотландия) — шотландский футболист, защитник. Воспитанник «Хиберниана». Имеет целый ряд игр за юношеские сборные Шотландии разных уровней.

## Карьера

### Клубная
Воспитанник академии «Хиберниана». 23 августа 2011 года дебютировал за команду, выйдя на замену. На данный момент это его единственный матч за «Хиберниан». Вскоре после этого он был отдан в аренду в «Брихин Сити», за который провёл 12 матчей. В 2012 подписал новый контракт с клубом, начав играть в молодёжной команде, но вскоре снова был отдан в аренду, в «Ист Файф». Вернувшись, он снова отправился играть на правах аренды, на этот раз в «Дамбартон».

### Международная
Смит играл за три юношеские сборные Шотландии. Начал выступать в команде до 16 лет. В 2008 году получил вызов в сборную (до 17 лет), за которую провёл 13 матчей, забив один гол. С 2010 года играл за сборную (до 19 лет).